# André Franco
André Filipe Russo Franco (Lisboa, 12 de abril de 1998) é um futebolista profissional português que atua como médio-ofensivo. Atualmente joga no Chicago Fire, emprestado pelo FC Porto.

## Carreira

### Estoril
Natural de Lisboa, Franco passou toda a sua carreira juvenil no Sporting CP, sendo apenas emprestado ao Belenenses na época 2015–16. Em 2018 pelo Estoril Praia, sendo inicialmente integrado na equipa Sub-23.
Franco fez a sua estreia profissional na equipa principal a 3 de agosto de 2019, entrando como suplente aos 69 minutos de um empate por 1–1 em casa do Paços de Ferreira, na 2ª ronda da Taça da Liga, com o Estoril a sair derrotado nos penáltis). 15 dias depois, estreou-se na Segunda Liga, saíndo novamente do banco, numa derrota em casa por 1–2 frente ao Farense.
Na temporada 2020–21, Franco marcou 1 golo em 20 jogos, ajudando o Estoril a regressar à Primeira Liga como campeão. Estreou-se nesta competição a 7 de agosto de 2021, sendo titular e marcando numa vitória por 2–0 no terreno do Arouca. Na época 2021–22, marcou mais 10 golos, com o Estoril a evitar tranquilamente a descida de divisão; um destes golos surgiu num empate em casa por 2–2 frente ao B-SAD, a 24 de abril, no qual Franco, 2 colegas de equipa e 3 adversários acaram expulsos devido a confrontos no final do jogo.

### Porto
A 4 de agosto de 2022, Franco assinou pelo FC Porto por 5 anos, a troco de 4 milhões de euros. Estreou-se pelos Dragões 24 dias depois, numa derrota por 3–1 em casa do Rio Ave, substituindo Iván Marcano no final do jogo. A 10 de setembro marcou o seu primeiro golo pelo clube, saltando do banco de suplentes para concluir uma vitória em casa por 3–0 sobre o Chaves.

## Títulos
Estoril
- Segunda Liga: 2020–21[6]

Porto
- Taça da Liga: 2022–23[14]
- Taça de Portugal: 2022–23[15]
- Supertaça Cândido de Oliveira: 2024